# Všeobecná nemocnice města Vídně

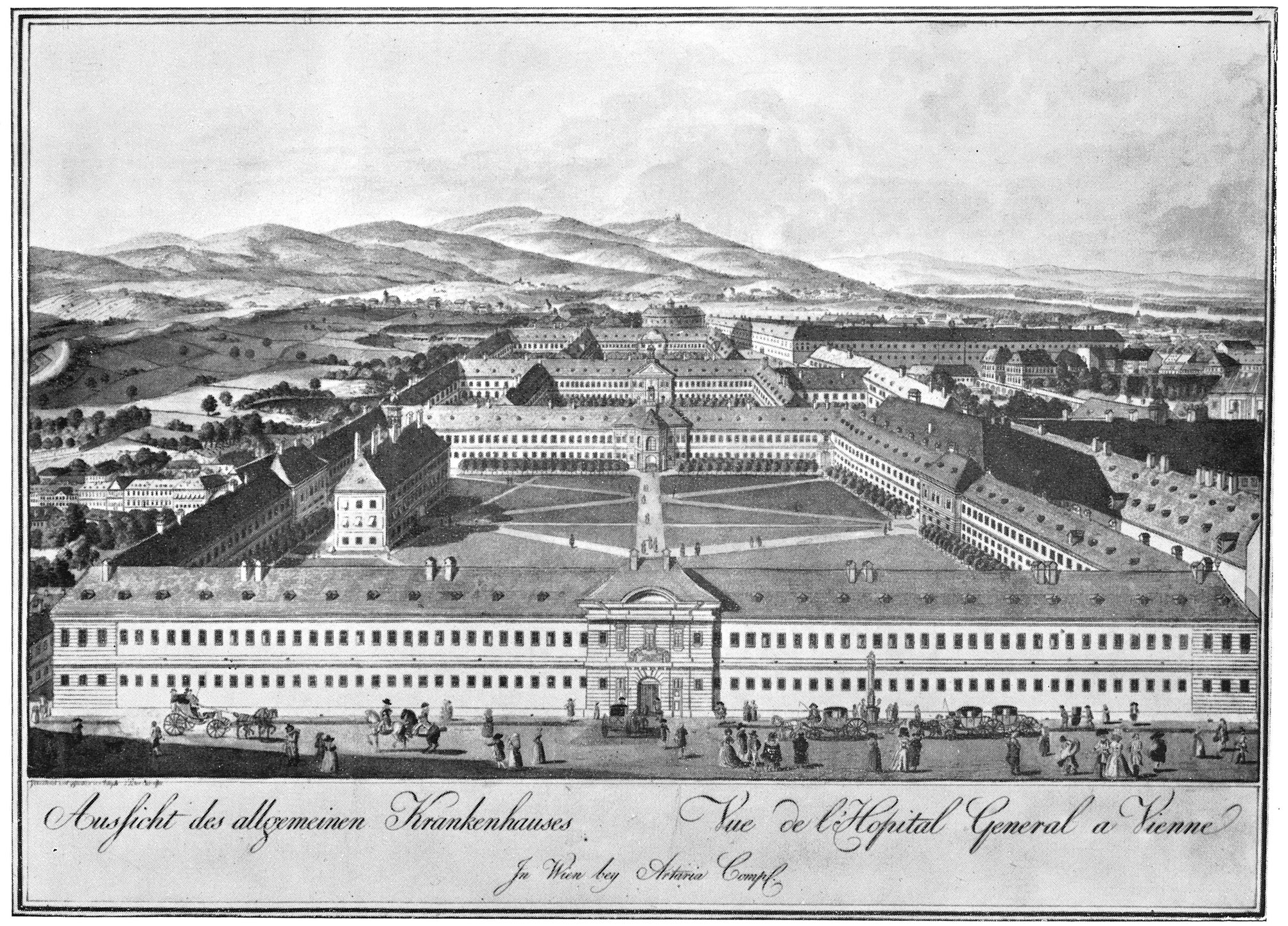
Všeobecná nemocnice města Vídně, 1784

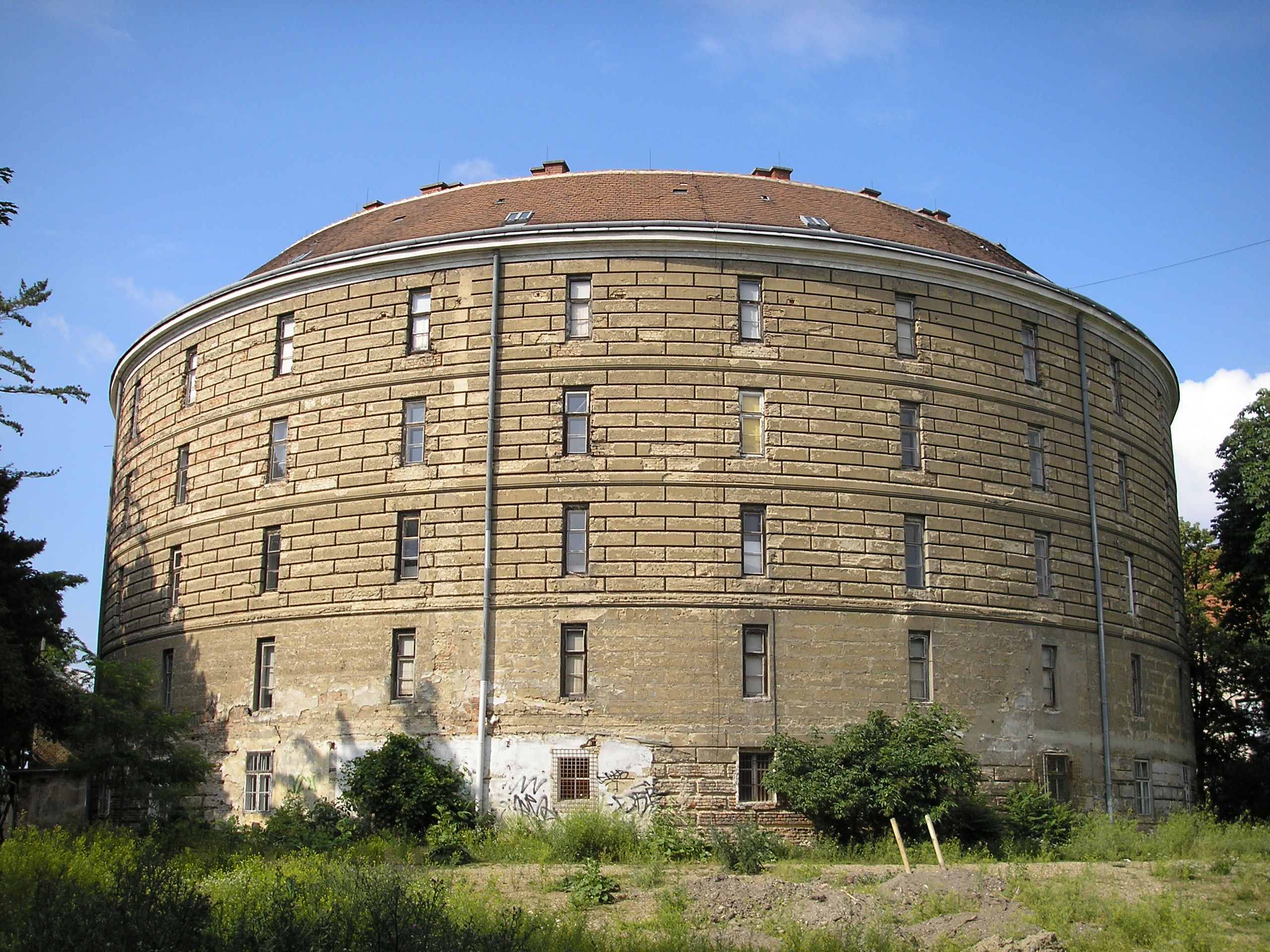
Narrenturm, postaveno kolem roku 1782

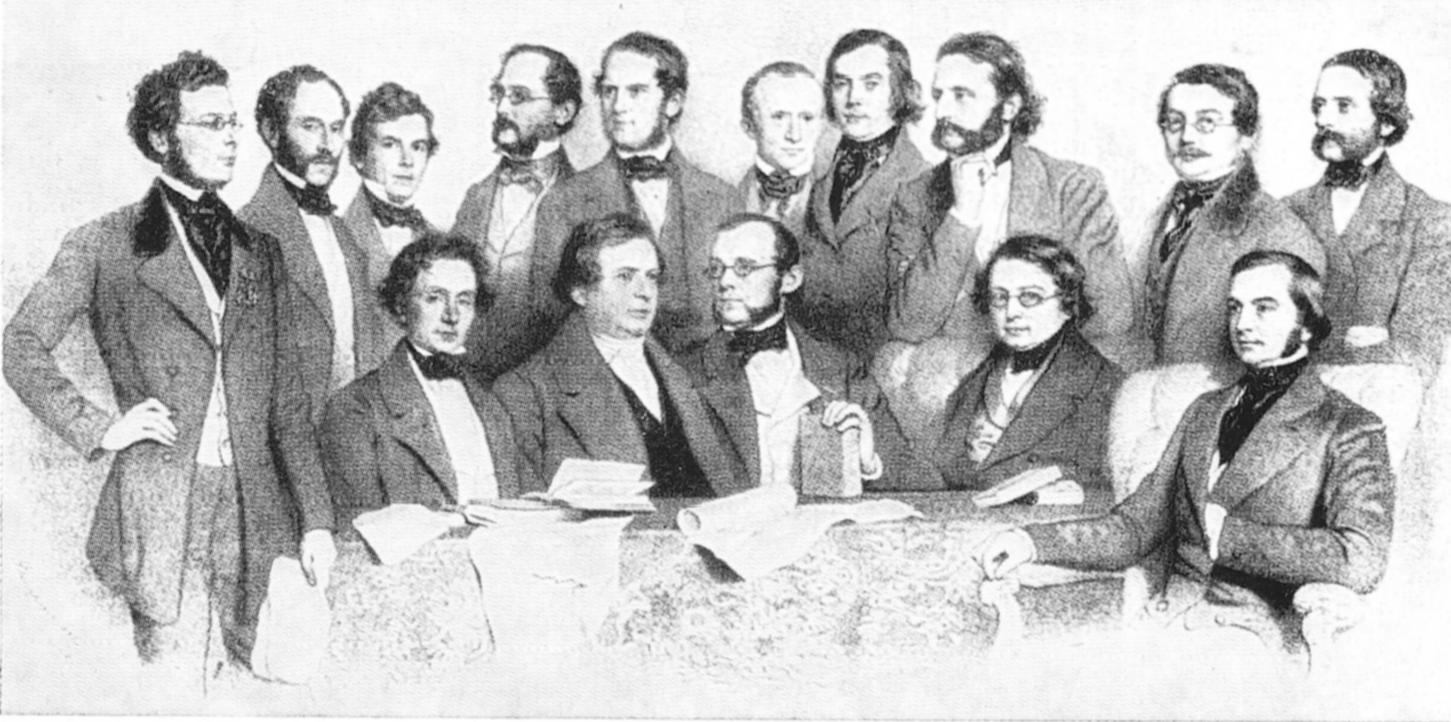
Profesoři lékařské fakulty, 1853

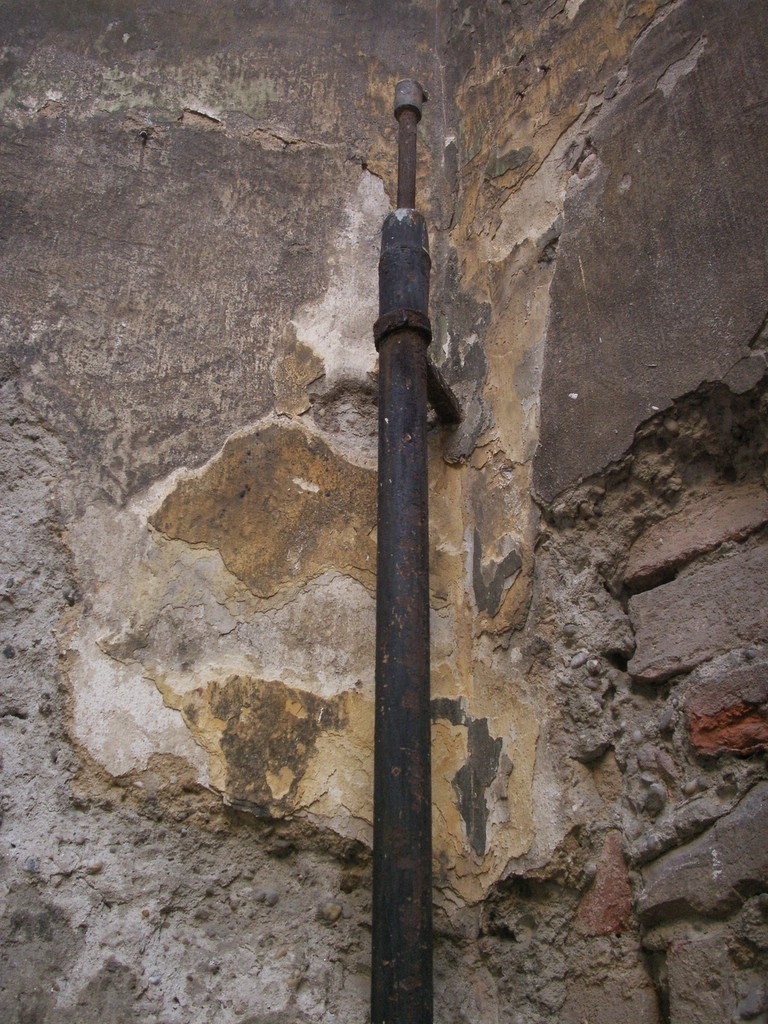
Jeden z nejstarších hromosvodů na světě, na Narrenturmu

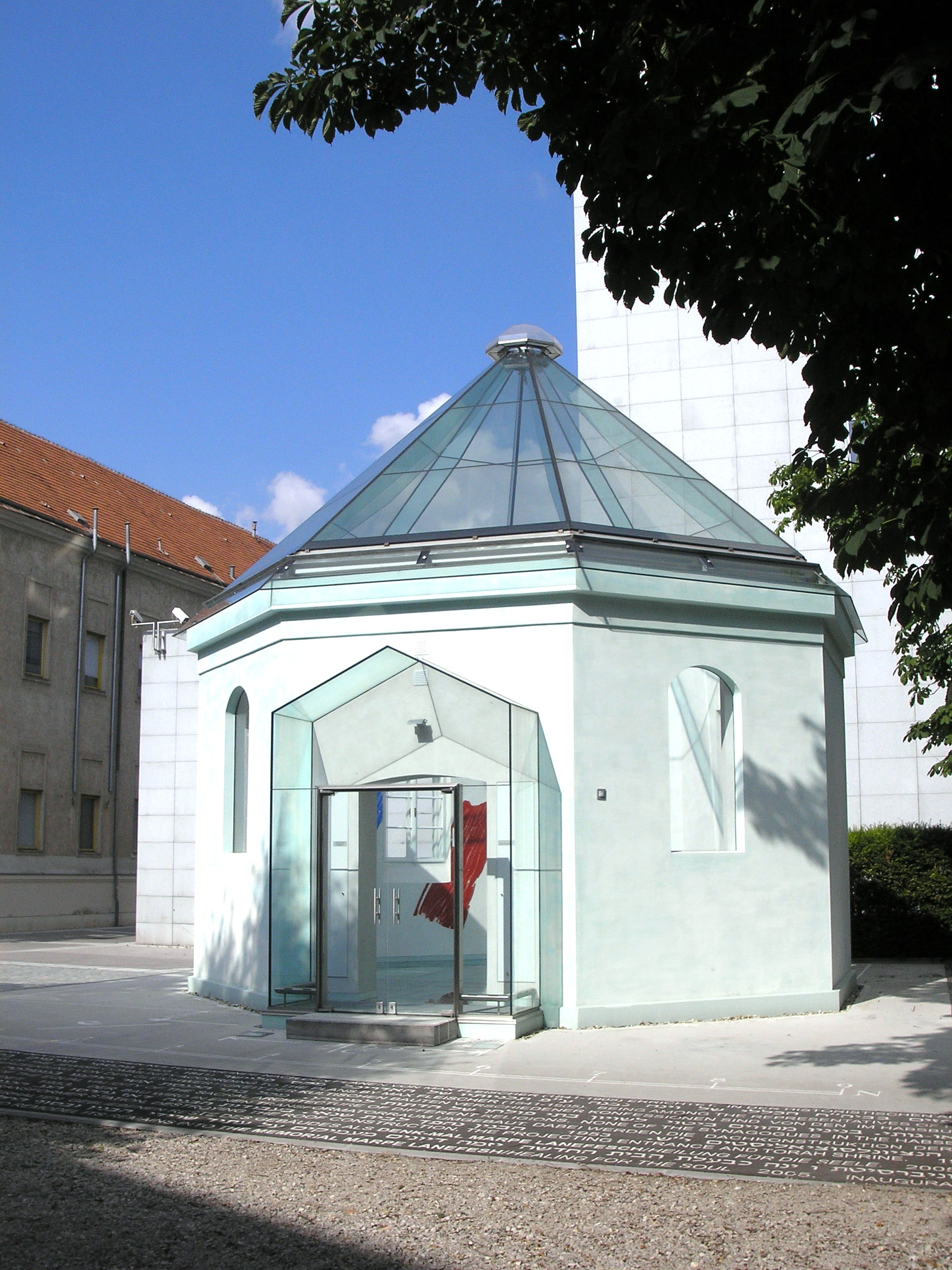
Synagoga ve staré AKH

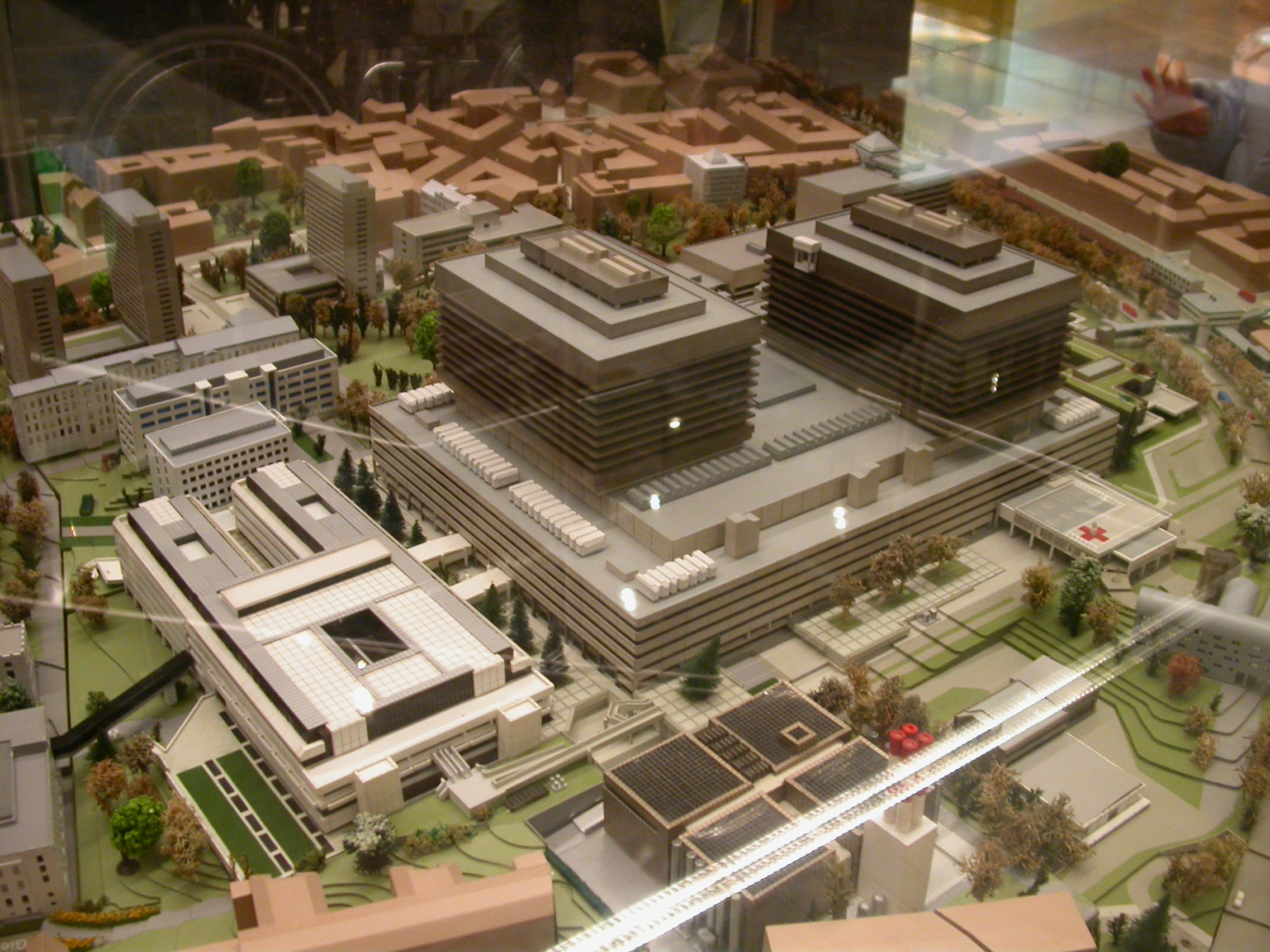
Model nové Všeobecné nemocnice města Vídně

Všeobecná nemocnice města Vídně (německy Allgemeines Krankenhaus der Stadt Wien), obvykle zkracováno na AKH, slouží jako fakultní nemocnice Lékařské univerzity ve Vídni. Je pátou největší nemocnicí v Evropě, a to jak počtem zaměstnanců, tak lůžkovou kapacitou.

## Historie

### Stará nemocnice
Počátky Všeobecná nemocnice města Vídně sahají k Dr. Johannu Franckhovi, který v roce 1686, po skončení druhého obléhání Vídně, daroval pozemky na zřízení vojenské nemocnice. Na výstavbu budov však v té době chyběly peníze. Potřebné prostředky uvolnil až císař Leopold I. v roce 1693. První budova byla dokončena v roce 1697.
Rozšíření areálu umožnila závěť Ferdinanda barona von Thavonat, který v roce 1726 odkázal své majetky válečným invalidům. K dalšímu rozšiřování došlo v letech 1752 až 1774 a následně v roce 1834 po zrušení sousedního hřbitova.
Císař Josef II. při své návštěvě 28. ledna 1783 poznamenal, že obrovský komplex slouží spíše jako ubytování pro lidi, kteří se sem dostali díky svým konexím. Nejpotřebnějším se stále nedostávalo potřebné péče. Profesor Dr. Joseph Quarin, který se později stal ředitelem, přišel s plánem všeobecné nemocnice.
Nemocnice byla slavnostně otevřena 16. srpna 1784. Zpočátku zodpovídala pouze za příjem pacientů, ostatní služby nemocnice byly oddělené. K nemocnici byla připojena porodnice, sirotčinec a blázinec. Narrenturm byla první speciální budova na světě vybudovaná pro ubytování duševně nemocných.
Vídeňská všeobecná nemocnice byla zejména v 19. století centrem lékařského výzkumu vídeňské lékařské fakulty. Působili zde mimo jiné Ignác Semmelweis, zakladatel hygieny nebo Karl Landsteiner objevitel krevních skupin.
Po vybudování nové nemocnice byl areál staré AKH využíván jako hlavní univerzitní kampus Vídeňské univerzity. Kromě lékařské fakulty zahrnoval četné humanitní ústavy. Od roku 2004 zde sídlí Lékařská univerzita Vídeň (Medizinische Universität Wien).

#### Narrenturm (Věž bláznů)
V areálu staré nemocnice stojí první budova na světě vybudovaná pro ubytování duševně nemocných. Byla postavena v roce 1784 za císaře Josefa II. Isidorem Canevalem. Objekt tvoří pětidílná kruhová budova ve stylu pevnosti se štěrbinovými okny pro 200 až 250 duševně nemocných (vzhledem ke kruhovému tvaru přezdívaná Gugelhupf – bábovka). Ve své přísné geometrické formě a strohosti je budova považována za vrchol revolučního klasicismu. Narrenturm je ve vlastnictví Vídeňské univerzity a je památkově chráněnou architektonickou budovou.
Od roku 1971 je v Narrenturmu umístěna patologicko-anatomická sbírka, která je od roku 2012 součástí Přírodovědného muzea ve Vídni.
Tvrzení, že Bláznova věž je realizací myšlenky Panoptika Jeremyho Benthama, je mylné, protože cely nejsou ovladatelné z centrálního pozorovacího stanoviště.
Už na nejstarším modelu má Narrenturm na hřebeni střechy hromosvod (Blitzfänger). Dvě jeho zemnicí desky ve vnitřním nádvoří stále existují. Zařízení, navržené českým knězem a vynálezcem Prokopem Divišem a instalované v roce 1754, pravděpodobně nebylo zamýšleno jako ochrana před bleskem. Josef II. dobře znal Divišovy pokusy, které se konkrétně týkaly předpokládaného zdravotního přínosu elektřiny. Zda byly hromosvody použity k léčbě pacientů, není doloženo.

#### Synagoga
V areálu staré nemocnice byla v roce 1903 podle návrhu architekta Maxe Fleischera postavena malá synagoga jako "modlitební pavilon" pro pacienty židovského vyznání. Synagoga byla znesvěcena a poničena v roce 1938 během Listopadových pogromů za Třetí říše. V roce 1953 bylo zničeno vnitřní vybavení, když byla synagoga přeměněna na trafostanici a v roce 1970 byl při "modernizaci" radikálně změněn vnější vzhled budovy.

#### Období nacismu
Po anšlusu Rakouska nacistickou Třetí říší v roce 1938 bylo z Vídeňské univerzity a jí podřízené nemocnice propuštěno a následně vyhnáno a/nebo zavražděno více než 2 700 převážně židovských vyučujících, lékařů, studentů a administrativních zaměstnanců. Kromě toho byly více než dvěma stovkám lidí odebrány akademické tituly.
V článku z 28. března 1938, krátce po anšlusu, psal Time o zničujícím dopadu pronásledování mnoha židovských lékařů ve Vídni a vyjmenovával sebevraždy, židovské i nežidovské, včetně „profesora Arnolda Baumgartena, 58 let, částečně židovského původu, ředitele největší vídeňské městské nemocnice (1000 lůžek), bývalého vedoucího rakouského státního zdravotního oddělení“ a „profesor Wolfgang Denk, 55 let, hlavní chirurg Univerzitní a všeobecné nemocnice, autor nejrozšířenější učebnice chirurgie v Rakousku, nežidovského původu.“ Později vyšlo najevo, že Baumgartenovi se podařilo uprchnout do Číny.
V roce 1939, rok po anšlusu, byla Všeobecná nemocnice převedena pod správu města Vídně.

#### Památník Marpe Lanefesch
Památník Marpe Lanefesch (hebrejsky: „Uzdravení duše“) byl vytvořen ze zbytků zničené synagogy. O jeho vybudování bylo rozhodnuto, když se novým vlastníkem areálu nemocnice stala Vídeňská univerzita. Rakouská umělkyně bulharského původu Minna Antova zachovala původní vzhled budovy. Vstupní část, střecha a výklenek pro Tóru byly nahrazeny skleněnými prvky podle původního návrhu architekta Maxe Fleischera.

#### Nová nemocnice
Postupem času původní budovy přestaly vyhovovat provozu nemocnice. V roce 1957 bylo rozhodnuto o zřízení nové velké centrální nemocnice. Stavba byla zahájena v létě 1964. Nejdříve byla přestěhována ošetřovatelská škola včetně internátu a ubytovací kapacity (3 „Schwesterntürme“ – věže sester). Ve druhé fázi výstavby od roku 1968 byly vybudovány univerzitní kliniky pro pediatrii, psychiatrii, neuropsychiatrii pro děti a mládež, hlubinnou psychologii a psychoterapii a dětský domov, které byly otevřeny v letech 1974 a 1975. Výstavba hlavního komplexu začala v roce 1974, skládá se z ambulantní a operační části (48 operačních sálů) a dvou 22patrových lůžkových věží s celkovou kapacitou 2200 lůžek. Komplex je částečně využíván od roku 1991 a v roce 1994 byl slavnostně otevřen.
Celkové náklady na výstavbu byly odhadnuty na 4,5 miliard € (v hodnotách roku 2004). Původní návrh z roku 1955 odhadoval náklady na 1 miliardu rakouských šilinků (73 milionů € v roce 2004) a dobu výstavby 10 let. Prudký růst nákladů a související úplatkářství vedly k největšímu rakouskému stavebnímu skandálu.
Ve Všeobecné nemocnici města Vídně pracuje asi 9000 zaměstnanců. Z toho je přibližně 1600 lékařů a 4500 dalšího zdravotnického a ošetřovatelského personálu. Kromě toho je na Lékařské univerzitě ve Vídni registrováno přes 11 000 studentů. Ročně je v nemocnici hospitalizováno téměř 95 000 pacientů a dalšího asi půl milionu navštíví některou z 384 ambulancí nemocnice.

## Významní lékaři
- Karel Rokytanský – zasloužil se o vznik patologické anatomie jako specializovaného lékařského oboru
- Josef Škoda – dermatolog a vysokoškolský profesor vnitřního lékařství
- Ferdinand von Hebra – potvrdil, že původcem svrabu je parazit a rozvinul léčbu kožních chorob
- Marcus Abeles – prováděl výzkum diabetu
- Ignác Semmelweis – zakladatel hygieny
- Karl Landsteiner – objevitel krevních skupin, za svůj objev získal Nobelovu cenu